# Список керівників держав 984 року
Список керівників держав 984 року — це перелік правителів країн світу 984 року.
Список керівників держав 983 року — 984 рік — Список керівників держав 985 року — Список керівників держав за роками

## Європа
- Англія:
  - Король Англії — Етельред Безрадний (978—1013)
  - Гвікке — до 994 немає даних.
  - Корнволл — граф Веффін ап Вортегін (980—1000)
- Балканський півострів:
  - Перше Болгарське царство — Роман (977—997)
  - Західне Болгарське царство — Самуїл (980—1014)
  - Дукля — Петрислав Хвалимирович (971—990)
- Білорусь:
  - Турівське князівство — Тур (980? — 988?)
- Волзька Болгарія — Мумін ібн Ахмад (976—985/988)
- Вельс:
  - Брихейніог — Елісед ап Гвалог (? — ?)
  - Королівство Гвент — Родрі ап Елісед (983-1015)
  - Королівство Гвінед — Гівел III (974—985)
  - Дехейбарт — Овейн ап Гівел (950—987)
  - Морганнуг — Ідвалон ап Морган (974—990)
  - Королівство Повіс — Овейн ап Гівел (950—984/986)
- Візантійська імперія — Василій II Болгаробійця (976—1025)
  - Неаполітанське герцогство — Марин II (968—992)
  - Самос (фема) — до 1002 невідомо
- Ірландія — верховний король Маел Сехнайлл мак Домнайлл (980—1002)
  - Айлех — Фергал мак Домнайлл мейк Конайнг (980—989)
  - Айргіалла — Мак Ейккніг мак Далаг (970—998)
  - Дублін (королівство) — Глуніайрн (980—989)
  - Коннахт — Катал V МакКонхобар (973—1010)
  - Ленстер — Домналл Клан (977—984); Доннхад (984-1003)
  - Король Міде — Маел Сехнайлл мак Домнайлл (976—1022)
  - Мунстер — Бріан Боройме (978—1014)
  - Улад — Еохайд мак Ардгайл (972—1004)
    - Конайлле Муйрхемне — Конгалах мак Майк Етіг (970—988)
- Італія:
- Королівство Італія (Священна Римська імперія).
  - Венеційська республіка — дож Трибуно Меммо (979—991)
  - Іврейська марка — Конрад (970 — бл. 990)
  - Князівство Капуанське — Ланденульф II (982–993)
  - Князівство Беневентське — Пандульф II (981–1014)
  - Герцогство Гаета — Марін II (978-984); Іоанн III (984-1008 або 1009)
  - Маркграфство Монферрат — Оттоне (Оддон) I (969—991)
  - Салернське князівство — Іоанн II (983–994)
  - Сполетське герцогство — Тразімунд IV (982—989)
  - Сицилійський емірат — Джафар аль-Кальбі (983–985)
    - Катепанат Італії — Калокир Делфін (982—985)
- Кавказ:
  - Абхазьке царство — Баграт III (978—1014)
  - Вірменія — Смбат II (977—989)
  - Кахетія — Давид (976—1010)
  - Тао-Кларджеті — Баграт II Регвені (958—994)
- Німеччина:
  - Маркграфство Австрія — Леопольд I Бабенберг (976—994)
  - Герцогство Баварія — маркграф Генріх III (982-985)
  - Архієпископ Зальцбургу — Федерік I (958—991)
  - Герцогство Каринтія — Оттон I (978—985)
  - Кельнське курфюрство — Варін (976—985)
  - Лужицька марка — Одо I (965—993)
  - Архієпископ Майнца Віллігіз (975—1011)
  - Маркграфство Мейсен — Рікдаг (982-985)
  - Ободрицький союз — Мстивой II (965/967—986)
  - Герцогство Саксонія — Бернхард I (973—1011)
  - Саксонська марка — Одо I (965—993)
  - Герцогство Швабія — Конрад I (982-997)
- Піренейський півострів:
  - Королівство Галісія — Бермудо II (982-984). Приєднано до королівства Леон.
  - Королівство Леон — король Леону та Астурії Раміро III (966—984); Раміро III (984-999)
  - Коїмбрське графство — Моніо Гонсалвес (981/983-1017)
  - Кордовський емірат — Гішам II (976—1009)
  - Королівство Наварра — Санчо II (970—994)
  - Графство Португалія — Гонсалу I Мендеш (950—997)
- Польща — Мешко I (960—992)
- Скандинавія:
  - конунґ данів — Гаральд I Синьозубий (958—986)
  - Король Норвегії — Гаральд I Синьозубий (970—986)
  - Швеція — Улоф II Бйорнссон (970—985)
- Угорське князівство — надьфейеделем Геза (972—997)
- Україна — Київський князь Володимир Святославич (979—1015)
  - Овруцьке князівство — злучено з Київським князівством до 988 року.
- Західне Франкське королівство — Лотар (954—986)
  - Герцогство Аквітанія — Ґійом IV Залізнорукий (963—995)
  - Арелатське королівство — Конрад I (937—993)
  - Графство Булонь — граф Арнульф III (971—990)
  - Архграф Верхньої Бургундії — Генріх I (965—1002)
  - Графство Бургундія — Оттон-Вільгельм (982–1026)
  - Герцогство Васконія — герцог Вільгельм (961—996)
  - Бретонське герцогство — Жоффруа I Грізегонель (960—987)
  - Голландія — Дірк II (928/949—988)
  - Ено (графство) — Готфрід I (974—998)
  - Графство Керсі — Раймунд III (972/974-1008)
  - Графство Ла Марш — Адальберт I (975—997)
  - Нижня Лотарингія — Карл I (973—991)
  - Люксембург (графство) — Зигфрід (963—998)
  - Льєзьке єпископство — Нотгер (980—1008)
  - Графство Мен — Гуго II (950—992)
  - Намюр (графство) — Альберт I (974/981—1011)
  - Нормандія — Річард I (942—996)
  - Графство Тулуза — Гильйом III Тайлефер (978—1037)
  - Урхельське графство до 992 — в складі графства Барселона
  - Фландрія — Арнульф II Фландрський (965—987)
- Хозарський каганат — Давид (965/966—998)
- Хорватія — Степан Држислав (969—987)
- Чехія — князь Болеслав II (972—999)
- Шотландія:
  - Король Шотландії Кеннет II (971—995)
  - Стратклайд — Малкольм I макДональд III (973—997)
- Святий Престол; Папська держава — папа римський Іван XIV (983-984)
- Вселенський патріарх — Микола II Хрисоверг (979—991)
  - Тбіліський емірат — Алі II Джафар (981—1032)

## Азія
- Близький Схід:
  - Фатіміди — Аль-Азіз Біллах (975—996)
  - Багдадський халіфат — Таї (974—991)
  - Шаріфат Мекки — Іса ібн Джафар (981—994)
  - Дербентський емірат — Маймун I (976—997)
  - Зіядіди — Абдулла або Зіяд ібн Ісхак (981—1012)
  - Зіяриди — Кабус (977—1012)
  - Держава Ширваншахів — Мухаммад IV (981—991)
  - Яфуриди — Абдалла бін Кахтан (963—997)
- Васпураканське царство — Ашот-Саак (972—991)
- Візантія:
  - Антіохія (фема) — Лев Фока (979—990)
- Карське царство — Мушел (962—984); Абас (984-1029)
- Ташир-Дзорагетська держава — Гурген I (Кюріке) (978—989)
- Династія ранніх Ле — Ле Хоан (980—1009)
- Індія:
  - Західні Ганги — Рачамалла IV (975—986)
  - Гуджара-Пратіхари — Віджаяпала (956—989)
  - Гуджарадеша — Мулараджа I (942—986)
  - Камарупа — Індра Пала (960—990)
  - самраат Кашмірської держави (Династія Утпала) — Дідда (980—1003)
  - Мевар (князівство) — Шактікумара (977—993)
  - Імперія Пала — Віграхапала II (976—977/988)
  - Держава Пандья — підкорено Чолою до 1190
  - Раджарата — раджа Махінда IV (975—991)
  - Династія Тхакурі — Гунакамадева II (949—994)
  - Саканбарі — нріпа Віґрахараджа II (971—998)
  - Західні Чалук'ї — Тайлапа II (973—997)
  - Східні Чалук'ї — Джата Чода Бхіма (973—999)
  - Чандела — магараджа Джеджа-Бхукті Дханга (954—999)
  - магараджа держави Чеді й Дагали — Ювараджа II (980—990)
  - Чола — Уттама Чола (970—985)
  - Династія Шахі (Кабулшахи, Індошахи) — Джаяпала (964—1001)
- Індонезія:
  - Матарам — Шрі Ісіяна Тунггавійя (947—985)
  - Сунда — Прабу Ягірі Ракеян (973—989)
  - Шривіджая — Шрі Удаядитьяварман (960—980/988)
- Китай:
  - Далі — до 1081 невідомо
  - ідикут Кучі — Арслан-хан (948—985)
  - Династія Ляо — Єлюй Лунсюй (982-1031)
  - Династія Сун — Чжао Куан'ї (976—997)
- Корея:
  - Корьо — Сонджон (981—997)
- Паган — король Н'яунг-у Саврахан (956—1001)
- Персія і Середня Азія:
  - Баванди — Аль-Марзубан (979—986)
  - Буїди — Самсам аль-Даула (993-987)
  - Газневіди — Себук-Тегін (977—997)
  - Раввадіди — Абу-ль-Хіджа Мухаммад (983—988)
  - Саффариди — Халаф ібн Ахмад (963—1003)
  - Саларіди — Марзубан II ібн Ісмаїл (979? — до 1050)
  - Шеддадіди — Марзубан ібн Мухаммад (978—985)
- Кхмерська імперія — Джаяварман V (968—1001)
- Середня Азія:
  - Караханідська держава — Алі Арслан-хан (970—998)
- Японія — Імператор Ен'ю (969—984); Імператор Кадзан (984—986)

## Африка
- Берегвати — ?
- Зіріди — Булуггін ібн Зірі (972—984); Аль-Мансур ібн Булуггін (984-995)
- Макурія — Георгіос II (969? — 1001)
- Сіджильмаський емірат — Ванудіе ібн Хазрун (980—997)
- Фатіміди — Аль-Азіз Біллах (975—996)
- Королівство Шоа — амір Мухіаддін (?-?)